# Saint-Privat-des-Prés
Saint-Privat-des-Prés är en kommun i departementet Dordogne i regionen Nouvelle-Aquitaine i sydvästra Frankrike. Kommunen ligger i kantonen Saint-Aulaye som tillhör arrondissementet Périgueux. År 2018 hade Saint-Privat-des-Prés 527 invånare.

## Befolkningsutveckling
Antalet invånare i kommunen Saint-Privat-des-Prés
Referens:INSEE